# Maria Dąbrowska
Pour les articles homonymes, voir Dąbrowska.
Maria Dąbrowska, née le 6 octobre 1889 à Russów, morte le 19 mai 1965 à Varsovie, est une écrivaine, romancière, essayiste, journaliste et dramaturge polonaise.  Elle compte parmi les plus grands écrivains polonais du XXe siècle.

## Biographie
Maria Dąbrowska est née en 1889 dans une famille de la petite noblesse polonaise, fille de Józef Szumski et de Ludomira, née Gałczyńska. Elle passe la plupart de son enfance dans la ville de Kalisz, puis part étudier à l'étranger. Elle épouse le militant socialiste et indépendantiste Marian Dąbrowski, ami de Józef Piłsudski. Mais considérant leur relation comme moderne, ils ne revendiquaient pas de droits exclusifs et Dąbrowska entretient une liaison régulière avec Henryk Szczygliński. Après la mort de son mari en 1925, c'est avec Stanisław Stempowski, ancien propriétaire terrien, bibliothécaire et franc-maçon qu'elle partage sa vie, jusqu'à la mort de celui-ci en 1952. 
Da̧browska débute dans les lettres par des ouvrages destinés à la jeunesse, mais ce sont deux volumes de nouvelles, U̇śmiech dzieciństwa (Le Sourire de l'enfance, 1923) et Ludzie stamta̧d (Les Gens de là-bas, 1925), qui établissent sa renommée d'écrivain. Dans le premier de ces recueils, elle évoque les souvenirs de son enfance, au cours de laquelle se formèrent son imagination et sa sensibilité artistique. Le second est consacré au sort du prolétariat rural. Dans des conditions matérielles désespérées, qu'elle présente avec une brutalité naturaliste, Maria Da̧browska montre ses personnages s'efforçant de sauvegarder leur dignité humaine en suivant une voie philosophique ou métaphysique.
Dans son roman le plus connu, Nuits et Jours (Noce i Dnie), parue en plusieurs volets, de 1932 à 1934, Da̧browska dépeint des souvenirs de son enfance à travers des personnages qui ne sont autres que des membres de sa famille. Elle y décrit aussi parfaitement le contexte douloureux qu'a vécu le peuple polonais à l'époque de l'insurrection polonaise contre la Russie (1863-1864) et la déclaration de la Première Guerre mondiale. (Le roman sera adapté au cinéma en 1975 par Jerzy Antczak et obtiendra l'Oscar du meilleur film en langue étrangère en 1977).
Elle a reçu les prestigieux Lauriers d'Or de l'Académie polonaise de littérature en 1935.
Da̧browska passe la guerre à Varsovie. Après la défaite de l'insurrection de Varsovie,  elle quitte la ville avec la population civile le 2 octobre 1944. Elle est envoyée au camp de Pruszków. Elle revient à Varsovie le 3 février 1945.
Après la mort de Stempowski (1952), Maria Dąbrowska habite avec l'écrivain Anna Kowalska.
En 1964, elle signe la Lettre des 34, une lettre de protestation contre la censure exercée par le régime à tous les niveaux de la société. Mais malgré sa position politique très tranchée et son indépendance d'esprit, elle est toujours respectée par le gouvernement et ses lecteurs. 
Elle a tenu jusqu'à sa mort, en 1965, un journal intime où elle détaille avec toujours autant de précisions et de réalisme sa vie et des moments forts de l'histoire, comme sa fuite de Varsovie après l'invasion des Allemands durant la seconde Guerre mondiale ou encore la brutalité politique à l'époque communiste. 